# Diocèse de Kole
Pour les articles homonymes, voir Kole (homonymie).
Le diocèse de Kole (en latin Dioecesis Kolensis) est un diocèse catholique de République démocratique du Congo, suffragant de l'archidiocèse de Kananga. Son évêque est depuis 2015 Emery Kibal Mansong'loo, C.P..

## Territoire
Le diocèse comprend les territoires de Kole et de Lomela de la province du Sankuru et de territoire de Dekese dans la province du Kasaï. Son siège épiscopal est la ville de Kole, où se trouve la cathédrale Regina Pacis (Reine de la Paix). Le territoire fait 69.203 km² et est subdivisé en 14 paroisses.

## Histoire
La préfecture apostolique de Kole est créée le 14 juin 1951 par la bulle Ad catholicam fidem du pape Pie XII, à partir de territoire des actuels archidiocèse de Kinshasa et diocèse de Tshumbe.
Le 14 septembre 1967, la préfecture apostolique est élevée au rang de diocèse par la bulle Sacram Evangelii du pape Paul VI.
On a une bonne description des difficultés de la mission en 1974.

## Chronologie des ordinaires

### Préfet apostolique
- Victor Van Beurden, SS.CC. (22 juin 1951 - 16 septembre 1967), promu évêque

### Évêques
- Victor Van Beurden, SS.CC. (16 septembre 1967 - 28 janvier 1980)
- Louis Nkinga Bondala, C.I.C.M. (28 janvier 1980 - 13 mars 1996), nommé évêque coadjuteur de Lisala
- Stanislas Lukumwena Lumbala, O.F.M. (14 février 1998 - 30 octobre 2008)
  - Fridolin Ambongo Besungu, O.F.M.Cap., évêque de Bokungu-Ikela, administrateur apostolique (30 octobre 2008 - 9 août 2015)
- Emery Kibal Mansong'loo, C.P., depuis le 6 mai 2015

## Statistiques
| année | baptisés | population totale | pourcentage | prêtres (total) | prêtres séculiers | prêtres réguliers | catholiques par prêtre | diacres | religieux | religieuses | paroisses |
| ----- | -------- | ----------------- | ----------- | --------------- | ----------------- | ----------------- | ---------------------- | ------- | --------- | ----------- | --------- |
| 1970  | 21 242   | 125 000           | 17,0        | 18              |                   | 18                | 1 180                  |         | 23        |             |           |
| 1980  | 40 000   | 140 000           | 28,6        | 9               | 1                 | 8                 | 4 444                  |         | 10        | 7           | 8         |
| 1990  | 40 000   | 172 000           | 23,3        | 26              | 14                | 12                | 1 538                  |         | 15        | 55          | 10        |
| 1997  | 61 000   | 274 121           | 22,3        | 22              | 13                | 9                 | 2 772                  |         | 18        | 50          | 10        |
| 2001  | 60 000   | 270 000           | 22,2        | 35              | 26                | 9                 | 1 714                  |         | 15        | 38          | 10        |
| 2002  | 59 000   | 280 000           | 21,1        | 25              | 24                | 1                 | 2 360                  |         | 5         | 42          | 11        |
| 2006  | 59 000   | 280 000           | 21,1        | 33              | 32                | 1                 | 1 787                  |         | 5         | 42          | 11        |
| 2013  | 150 611  | 477 788           | 31,5        | 34              | 30                | 4                 | 4 429                  |         | 9         | 76          | 14        |
| 2016  | 169 047  | 502 623           | 33,6        | 37              | 35                | 2                 | 4 568                  |         | 4         | 88          | 14        |
| 2019  | 169 779  | 535 800           | 31,7        | 35              | 35                |                   | 4 850                  |         | 8         | 113         | 14        |
| 2021  | 172 191  | 727 330           | 23,7        | 33              | 33                |                   | 5 217                  |         | 5         | 224         | 14        |